# Parc national d'Amami Guntō
Le parc national Amami Guntō (奄美群島国立公園, Amamiguntō kokuritsu-kōen) est un parc national, situé dans la préfecture de Kagoshima, au Japon. Créé en 1974 en tant que parc quasi national, il devient parc national en 2017.

## Situation
Le parc national Amami Guntō est situé dans l'extrême-sud de la préfecture de Kagoshima, au sud-est de l'île de Kyūshū, au Japon. Il est composé, dans sa partie terrestre, des îles Amami.

## Histoire
Le 15 février 1974, le ministère japonais de l'Environnement crée, dans la préfecture de Kagoshima, au Japon, une aire protégée de 78,61 km2 : le parc quasi national d'Amami Guntō,. Le 7 mars 2017, l'espace géographique destiné à la conservation de la nature est étendu à 421,81 km2, dont 330,82 km2 de zones marines, et devient un parc national,.